# Gwrgan Fawr
Gwrgan Fawr (Gurgantius in latino e Fergus in inglese; ... – attorno al 645) è stato sovrano dell'Ergyng.
Figlio di Cynfyn, è probabile che sia scappato dal regno di suo padre, quando il trono fu usurpato da Gwrfoddw Hen (619 circa). Compare in quattro documenti nel Libro di Llandaff durante l'episcopato dei vescovi Euddogwy e Inabwy. 
Gwrgan regnò fino a circa il 645, quando i figli Caradog e Morgan dovrebbero aver ereditato il trono. Tuttavia, sembra che 
suo genero, re Meurig del Glywysing e del Gwent sia riuscito a prendere il potere in nome del figlio, Athrwys.